# Jean Cau
Jean Cau (francès: Jean Baptiste Albert Joseph Cau)  (Tourcoing, 27 de març de 1875 - valor desconegut, 1921) va ser un remer francès que va competir a primers del segle xx. El 1900 va prendre part en els Jocs Olímpics de París, on guanyà una medalla d'or en la prova de quatre amb timoner com a membre de l'equip  Cercle de l'Aviron Roubaix.